# El Bosque (Tabasco)
El Bosque es una localidad mexicana del estado de Tabasco, ubicada en el municipio de Centla.La localidad se fundó en la década de 1980 como un pueblo de pescadores. En 2014, contaba con una población de aproximadamente 200 personas, en su mayoría dedicadas a la pesca. La localidad se hizo conocida por ser el primer caso de una población que sufrió el desplazamiento interno debido a las consecuencias del cambio climático en México.
En 2022, la población solicitó ser reubicada, debido a que la subida del nivel del mar y la intensidad de los fenómenos meteorológicos volvió a la localidad inhabitable. En una década, el mar avanzó aproximadamente un kilómetro. Las casas se derrumbaron y las infraestructuras y servicios públicos se volvieron intermitentes; no hay servicios sanitarios ni de salud disponibles en la localidad. Las organizaciones Greenpeace, Nuestro Futuro y Conexiones Climáticas ayudaron a los residentes a hacer su petición a las autoridades y a darle visibilidad a su reclamo.
Tras dos años de movilizaciones, consiguieron ser relocalizados en Frontera, la ciudad cabecera del municipio de Tabasco, a unos 10 km de donde se encontraba El Bosque.Allí, los desplazados climáticos recibieron casas de 54 metros cuadrados, aunque algunas familias denuncian no haber sido relocalizadas.